# Königs Wusterhausen-Mittenwalde-Töpchiner Kleinbahn
| Streckennummer (DB): | 6515 (KW–Mittenwalde Ost) 6516 (Mittenwalde Ost–Töpchin)                                                                         |                                          |                                          |
| Kursbuchstrecke: | ehem. 104f 98d (1934) 107g (Königs Wusterhausen West – Mittenwalde (Mark) Ost 1946) 107f (Mittenwalde (Mark) Ost – Töpchin 1946) |                                          |                                          |
| Streckenlänge: | 16,8 km |                                          |                                          |
| Spurweite: | 1435 mm (Normalspur) |                                          |                                          |
| Maximale Neigung: | 12,5 ‰ |                                          |                                          |
| Minimaler Radius: | 300 m |                                          |                                          |
| Streckengeschwindigkeit: | 30 km/h |                                          |                                          |
| | |                                          |                                          |
| \| \| \| von Berlin und von Beeskow \| \| \| \| 0,0 \| Königs Wusterhausen ⊙ \| Königs Wusterhausen ⊙ \| \| \| \| nach Lübben \| \| \| \| \| Streckenende Draisinenbahn \| \| \| \| 3,5 \| Schenkendorf ⊙ \| Schenkendorf ⊙ \| \| \| 4,7 \| Krummensee ⊙ \| Krummensee ⊙ \| \| \| \| A 13 \| \| \| \| \| \| \| \| \| 8,2 \| Mittenwalde (Mark) Ost \| nach Zossen und Berlin \| \| \| \| \| \| \| \| 10,5 \| Gallun Dorf \| Gallun Dorf \| \| \| \| B 246 \| \| \| \| 11,7 \| Gallun Süd ⊙ \| Gallun Süd ⊙ \| \| \| 12,9 \| Märchenwiese ⊙ \| Märchenwiese ⊙ \| \| \| 13,9 \| Motzen Seebad ⊙ \| Motzen Seebad ⊙ \| \| \| 15,4 \| Motzen Mitte 1995 als Motzen-Golfplatz ⊙ \| Motzen Mitte 1995 als Motzen-Golfplatz ⊙ \| \| \| 16,7 \| Motzen Mühle ⊙ \| Motzen Mühle ⊙ \| \| \| 17,8 \| Töpchin Nord 1943 als Töpchin Kolonie ⊙ \| Töpchin Nord 1943 als Töpchin Kolonie ⊙ \| \| \| 19,1 \| Töpchin⊙ \| Töpchin⊙ \| | |                                          |                                          |
| Abzweig geradeaus und von links | | von Berlin und von Beeskow               | von Berlin und von Beeskow               |
| Bahnhof mit S-Bahn-Halt | 0,0 | Königs Wusterhausen ⊙                    | Königs Wusterhausen ⊙                    |
| Abzweig ehemals geradeaus und nach links | | nach Lübben                              | nach Lübben                              |
| | | Streckenende Draisinenbahn               |                                          |
| ehemaliger Haltepunkt / Haltestelle | 3,5 | Schenkendorf ⊙                           | Schenkendorf ⊙                           |
| ehemaliger Bahnhof | 4,7 | Krummensee ⊙                             | Krummensee ⊙                             |
| Strecke mit Straßenbrücke | | A 13                                     | A 13                                     |
| Verschwenkung von rechts | |                                          |                                          |
| Betriebs-/Güterbahnhof Strecke bis hier außer Betrieb und quer · Abzweig geradeaus, nach rechts und von rechts | 8,2 | Mittenwalde (Mark) Ost                   | nach Zossen und Berlin                   |
| Verschwenkung nach rechts | |                                          |                                          |
| ehemaliger Haltepunkt / Haltestelle | 10,5 | Gallun Dorf                              | Gallun Dorf                              |
| ehemaliger Bahnübergang | | B 246                                    | B 246                                    |
| ehemaliger Bahnhof | 11,7 | Gallun Süd ⊙                             | Gallun Süd ⊙                             |
| ehemaliger Haltepunkt / Haltestelle | 12,9 | Märchenwiese ⊙                           | Märchenwiese ⊙                           |
| ehemaliger Haltepunkt / Haltestelle | 13,9 | Motzen Seebad ⊙                          | Motzen Seebad ⊙                          |
| ehemaliger Haltepunkt / Haltestelle | 15,4 | Motzen Mitte 1995 als Motzen-Golfplatz ⊙ | Motzen Mitte 1995 als Motzen-Golfplatz ⊙ |
| ehemaliger Haltepunkt / Haltestelle | 16,7 | Motzen Mühle ⊙                           | Motzen Mühle ⊙                           |
| ehemaliger Haltepunkt / Haltestelle | 17,8 | Töpchin Nord 1943 als Töpchin Kolonie ⊙  | Töpchin Nord 1943 als Töpchin Kolonie ⊙  |
| Betriebs-/Güterbahnhof Streckenende | 19,1 | Töpchin⊙                                 | Töpchin⊙                                 |

Die Königs Wusterhausen-Mittenwalde-Töpchiner Kleinbahn AG (KMTE) betrieb ab 1894 die Bahnstrecke von Königs Wusterhausen über Mittenwalde nach Töpchin, die auch Motzenersee-Bahn genannt wurde. Die Strecke wurde dann ab 1949  von der Deutschen Reichsbahn betrieben. Seit 2001 ist die Draisinenbahnen Berlin/Brandenburg GmbH & Co. KG Eigentümer der Strecke Mittenwalde–Töpchin, seit 2006 der Gesamtstrecke.

## Verlauf

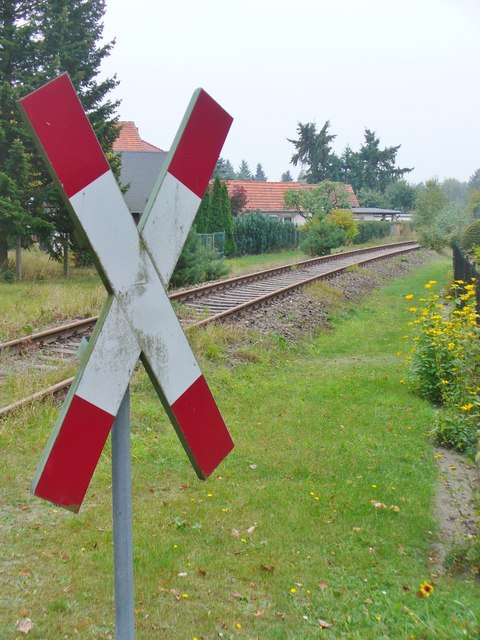
Abschnitt der Kleinbahn in Krummensee

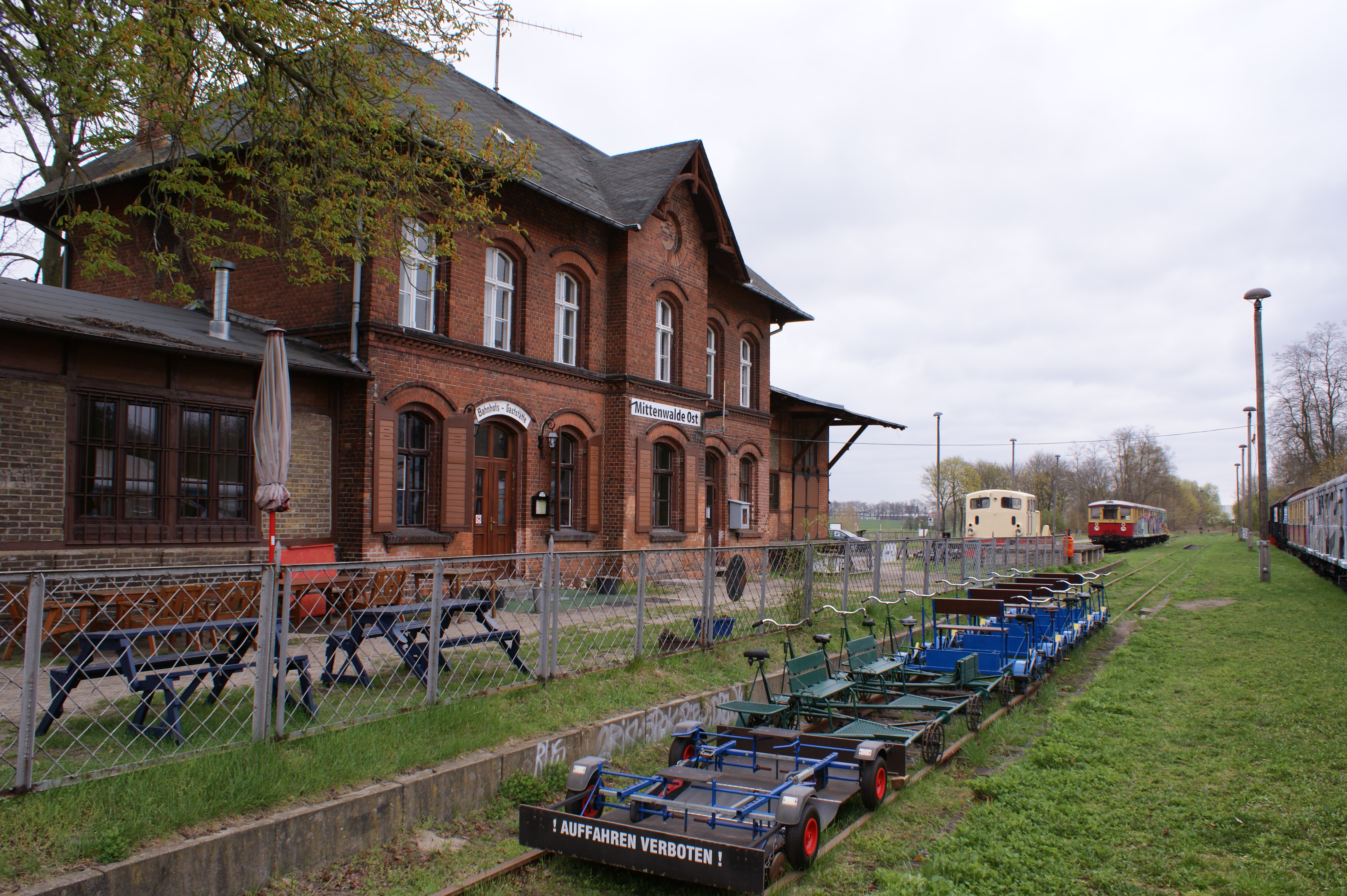
Bahnhof Mittenwalde-Ost

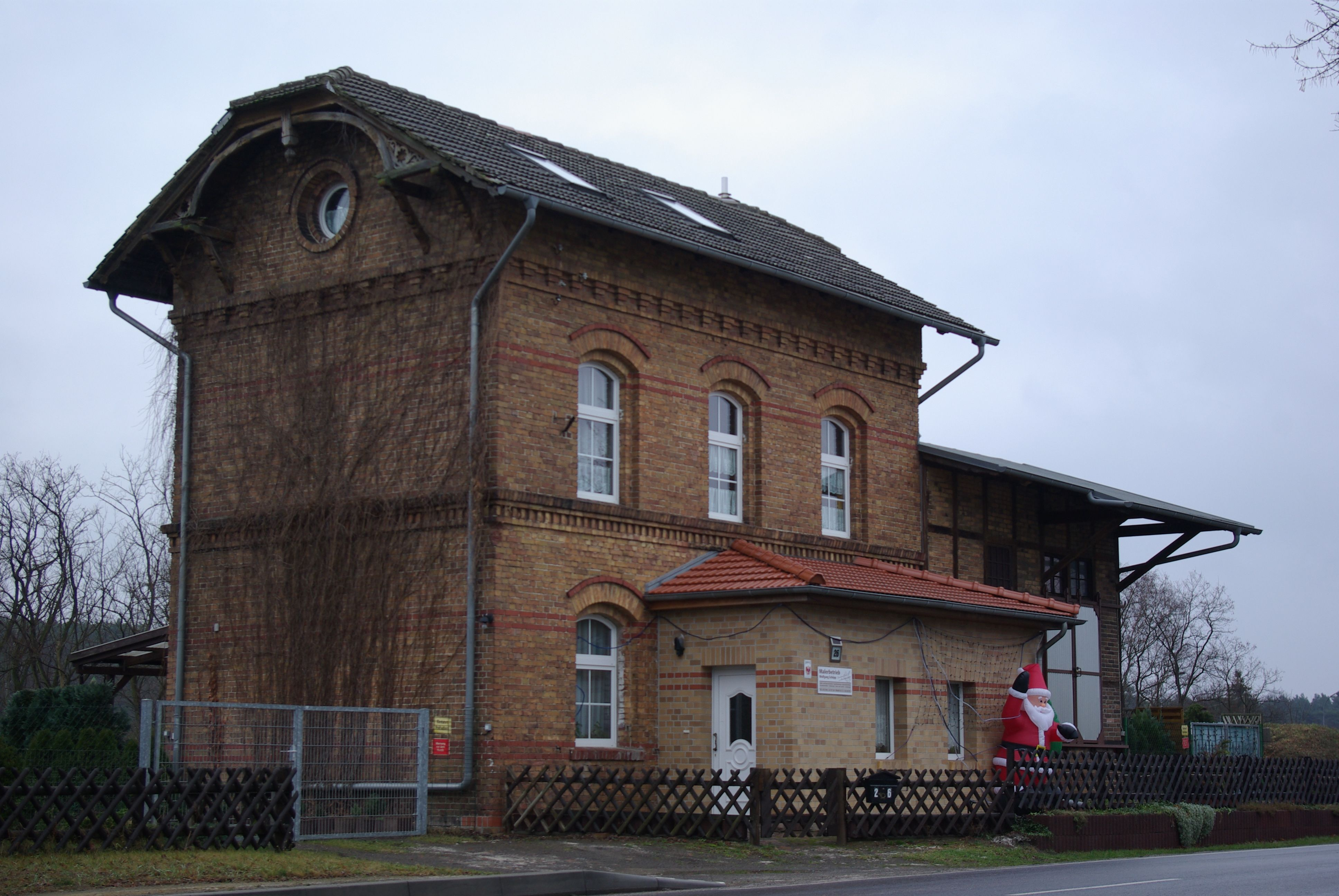
Der ehemalige Bahnhof von Gallun

Die Bahnstrecke beginnt in Königs Wusterhausen, wo sie in südlicher Richtung aus der Görlitzer Bahn ausfädelt. Zunächst wendet sich der Verlauf nach Westen, die Strecke erreicht über die beiden Dörfer Schenkendorf und Krummensee schließlich die Kleinstadt Mittenwalde. Die Stammstrecke macht hier kehrt und verläuft anschließend in südlicher Richtung am Motzener See vorbei nach Töpchin. Eine durchgehende Fahrt ohne Kehren in Mittenwalde ist nicht mehr möglich. In Mittenwalde bestand eine Verbindung zur Neukölln-Mittenwalder Eisenbahn nach Berlin Hermannstraße sowie in südwestlicher Richtung nach Zossen.
Bis auf den Ausgangsbahnhof Königs Wusterhausen befindet sich fast die gesamte Strecke auf dem Gebiet der Stadt Mittenwalde.

## Geschichte

### Vorgeschichte und Bau der Strecke
Die Gegend rund um die damalige Kreisstadt Königs Wusterhausen war um die Jahrhundertwende für ihre zahlreichen Ziegeleien bekannt. Das stetige und vor allem rasante Wachstum des nahen Berlins sorgte für eine entsprechende Auslastung der Betriebe. Auf Dauer konnte der Abtransport der Ziegel nicht mehr mittels Pferdefuhrwerken bewerkstelligt werden, so dass eine private Eisenbahn hier Abhilfe verschaffen sollte. Die Baufirma Becker & Co. erstellte hierzu ein entsprechendes Projekt, das am 4. Mai 1893 vom Regierungspräsidenten des Regierungsbezirks Potsdam, Robert Hue de Grais genehmigt wurde.
Die Bauarbeiten verliefen ohne große Zwischenfälle, so dass der erste Abschnitt zwischen Königs Wusterhausen und Mittenwalde bereits 1. November 1894 eröffnet werden konnte. In Mittenwalde befand sich östlich des Zentrums in der Baruther Vorstadt der Kopfbahnhof Mittenwalde (Mark) für die Strecke. Am 31. Dezember desselben Jahres ging der zweite Abschnitt von Mittenwalde über Motzen nach Töpchin in Betrieb. Ein weiteres dreiviertel Jahr darauf, am 21. September 1895, ging vom Bahnhof Gallum Süd eine etwa drei Kilometer lange Verlängerung zur Ziegelei Schöneicher Plan in Betrieb. Ursprünglich war geplant, diesen Abschnitt weiter bis Zossen an der Dresdner Bahn zu verlängern, was vorerst jedoch nicht realisiert wurde.

### Konkurrenz zur Neukölln-Mittenwalder Eisenbahn
Bereits sechs Jahre nach Inbetriebnahme der Strecke wurde Mittenwalde über die Rixdorf-Mittenwalder Eisenbahn mit Rixdorf (heute Neukölln) an der Berliner Ringbahn verbunden. Da diese Strecke den Umweg über Königs Wusterhausen einspart, fiel der Gesamtweg kürzer aus und das Frachtaufkommen verlagerte sich zu Gunsten der neuen Strecke. 1903 verlängerte die Rixdorf-Mittenwalder Eisenbahn ihre Strecke vom Endpunkt in Mittenwalde Nord ebenfalls zur Schöneicher Plan, eine Gleisverbindung zwischen beiden Gesellschaften bestand jedoch nicht. Ursprüngliche sollte die Rixdorfer Strecke eigentlich im Mittenwalder Bahnhof der KTME enden, was jedoch an deren Widerstand scheiterte. Diese musste jedoch daraufhin 1913 ihren Anschluss zur Schöneicher Plan mangels Nachfrage aufgeben.
Nach Ende des Ersten Weltkrieges ging der Güterverkehr der Ziegeleien drastisch zurück, der Grund hierfür lag in dem Ende des Baubooms der Reichshauptstadt, der der Strecke ihren Lebensunterhalt gesichert hatte. Um dennoch weiterhin fahren zu können, wurden nun die Güter in umgekehrter Richtung transportiert: Der Müll Berlins wurde in den nun leeren Tongruben verscharrt.
1920 wurde nach Ablauf des Betriebsvertrags mit der Firma Becker & Co. die Betriebsführung an die Firma Vering & Waechter übergeben, die zu dem Zeitpunkt auch die Neukölln-Mittenwalder Eisenbahn (NME) betrieb (1919 nannte sich die Rixdorf-Mittenwalder Eisenbahn um, nachdem es ihnen der gleichnamige Ort 1912 gleichgetan hatte).

### Die Motzenersee-Bahn
In den 1920er Jahren entwickelte sich der Ausflugsverkehr von Berlin ins brandenburgische Umland zu einer Haupteinnahmequelle für die einzelnen Privat- und Kleinbahnen. Der Motzener See, den die Bahn etwa auf halbem Wege von Mittenwalde nach Töpchin tangiert, wurde in dieser Zeit über mehrere Ausflugshaltepunkte in unmittelbarer Nähe zu den Badestellen erschlossen. Dies brachte ihr auch zu dieser Zeit den Beinamen Motzenersee-Bahn ein. Die nördlichste dieser Badestellen mit dem klangvollen Namen Märchenwiese entwickelte sich dabei zur „nassen Wiege der deutschen Freikörperkultur“. In den ersten Jahren war der Halt nicht offiziell und der Zug hielt nur auf Nachfrage der Naturisten. Erst 1931 wurde der gleichnamige Haltepunkt angelegt, die Märchenwiese war somit auch die erste FKK-Badestelle mit Gleisanschluss. Nach anfänglichen Bedenken der Nationalsozialisten wurde die Badestelle unter dem Dach des Kampfbundes für völkische Freikörperkultur weiter betrieben und ist auch heute noch als FKK-Strand zugänglich.
Die Firma Vering & Waechter war infolge des steigenden Ausflugsverkehrs um eine Verbindung der Neukölln-Mittenwalder mit der Königs Wusterhausen-Mittenwalde-Töpchiner Eisenbahn bemüht. Um die Umsteigewege zwischen den beiden Mittenwalder Bahnhöfen zu verkürzen, richtete die NME 1931 einen Haltepunkt Mittenwalde Krankenhaus ein, der deutlich näher am Stadtzentrum und somit auch dem Bahnhof der KMTE lag. Bereits zwei Jahre später wurde dieser zu Gunsten einer festen Gleisverbindung von der NME zum Bahnhof Mittenwalde (Mark) aufgegeben, der daraufhin zur besseren Unterscheidung in Mittenwalde Ost umbenannt wurde. Die Passagiere konnten nun direkt im Bahnhof umsteigen, für den Ausflugsverkehr an den Wochenenden wurden allerdings auch durchgehende Züge von Neukölln bis nach Töpchin angeboten. Für den Güterverkehr wurde zudem eine direkte Gleisverbindung von der Schöneicher Plan nach Mittenwalde Ost sowie vom Töpchiner Ast zur Strecke nach Königs Wusterhausen eingerichtet, so dass diese nicht mehr in Mittenwalde kehren mussten.

### Nachkriegszeit
Der Bahn kam zusammen mit der Neukölln-Mittenwalder Eisenbahn um 1945 noch mal eine besondere Aufgabe zu. Zum einen wurde die NME in den letzten Kriegsmonaten von Wehrmachtsverbänden letztendlich nach Zossen verlängert, wie es bereits früher angedacht war. Zum anderen verkehrten nach Kriegsende die ersten Versorgungsgüterzüge von Zossen über Mittenwalde und Königs Wusterhausen nach Berlin. In den späten 1940er und frühen 1950er Jahren verlegte die Reichsbahn sogar einige Fernzüge von der Dresdner auf die Görlitzer Bahn über die Gleise der KTME, da zum einen die Görlitzer Bahn nicht von den Reparationsleistungen an die Sowjetunion betroffen war und zum anderen der Verkehr auf Dauer von Brandenburg nach Ost-Berlin verlegt wurde unter Umgehung des Westteils. Erst mit Fertigstellung des Berliner Außenrings Mitte der 1950er Jahre war eine dauerhafte Lösung vorhanden.
In den Folgejahren sah das Schicksal der Bahn dann allerdings nicht anders aus als bei den ebenfalls verbliebenen Kleinbahnen in Brandenburg. Wie andernorts ging auch hier der Betrieb 1949 an die Deutsche Reichsbahn über, nachdem die Betreibergesellschaft zuvor aufgelöst worden war. Der zunehmende Individualverkehr ließ zudem in den Folgejahren die Fahrgastzahlen erheblich schrumpfen.
Die direkten Ausflugszüge über Mittenwalde nach Neukölln wurden bereits 1949 infolge der Berlin-Blockade eingestellt, zwei Jahre später wurde die NME zwischen der West-Berliner Stadtgrenze und Mittenwalde stillgelegt. Die Züge fuhren nun zum einen von Königs Wusterhausen nach Mittenwalde weiter nach Zossen oder auf der Stammroute nach Töpchin.

### Weitere Entwicklung
Das endgültige Aus für den SPNV kam für die Bahn Anfang der 1970er Jahre. Zunächst wurde am 30. September 1973 der Südast von Mittenwalde Ost nach Töpchin auf Omnibusbetrieb umgestellt. Ein Jahr später, am 29. September 1974, folgte der verbliebene Abschnitt Königs Wusterhausen–Mittenwalde Ost zusammen mit der Fortführung nach Zossen.
Die Strecke lag daraufhin die nächsten Jahre brach, über eine Wiederaufnahme des SPNV wurde mehrmals spekuliert. Mitte der 1990er Jahre erfolgte sogar kurzzeitig Gelegenheitsverkehr zwischen Berlin Ostbahnhof über Königs Wusterhausen und dem Haltepunkt Motzen Mitte (der dann aber in Motzen Golfplatz umbenannt wurde). Grund waren die vom deutschen Profigolfer Bernhard Langer initiierten German Masters, für die ein Zubringershuttle mit zwei Diesellokomotiven der Baureihe 202 und sieben Wagen eingerichtet wurde, der zum Zeitpunkt des Turniers nonstop zwischen den Bahnhöfen verkehrte. Nachdem die Spiele 1997 nach drei Jahren an einen anderen Standort verlegt worden waren, wurde der Shuttle-Service wieder eingestellt. Grund für die Verlegung war der zu geringe Gästeandrang.
Der Güterverkehr wurde zum 1. Juni 1997 zwischen Töpchin und Mittenwalde und zum 1. Januar 2001 zwischen Königs Wusterhausen und Mittenwalde eingestellt. 1996 sollte die Strecke als RB 511 von Königs Wusterhausen nach Mittenwalde Nord wieder im Personenverkehr befahren werden. Diese Pläne wurden jedoch nicht mehr weiterverfolgt. Eine letzte Sonderfahrt mit der Lokomotive 52 8177-7 fuhr 2005 von Berlin-Schöneweide über Königs Wusterhausen, Mittenwalde Ost, Töpchin, zurück nach Mittenwalde Ost, weiter über Zossen bis nach Jüterbog und von dort wieder denselben Weg zurück nach Berlin.
2001 wurde auf dem Abschnitt Mittenwalde Ost–Töpchin eine Draisinenstrecke eingerichtet. Das Angebot wurde 2006 auf die Gesamtstrecke bis Königs Wusterhausen ausgedehnt. Neben den Fahrten mit Schienenbussen und verschiedenen Draisinentypen besteht auch die Möglichkeit, am Bahnhof Mittenwalde Ost in ehemaligen Reichsbahnwagen eine Unterkunft zu nehmen. 2014 war das Angebot mit Schienenbussen wegen mehrerer Zerstörungen und mangelnder Nachfrage wieder eingestellt.
Am 14. September 2020 beschloss der Kreistag des Landkreises Dahme-Spreewald einstimmig, die Reaktivierung der Strecke Königs Wusterhausen – Mittenwalde – Zossen zu prüfen. Eine daraufhin in Auftrag gegebene Potentialuntersuchung kam zu dem Ergebnis, dass das Fahrgastpotential zu gering sei.